# Freocrossotus meridionalis
Freocrossotus meridionalis là một loài bọ cánh cứng trong họ Cerambycidae.